# Strasshof an der Nordbahn
Strasshof an der Nordbahn là một thị xã có cự ly 25 km về phía đông Viên, ở nước Áo. Đô thị này có diện tích 11,63 kilômét vuông, dân số năm 2001 là 777 người. Địa điểm tham quan chính ở đây là viện bảo tàng đường sắt . 
Strasshof có khoảng 50 dân vào năm 1900, và một nhà máy đường sắt đã hoạt động ở đây từ năm 1908 đến năm 1959.. Năm 1944, phần lớn 21.000 người Do Thái Hungary đã được trục xuất từ một trại tập trung tại Strasshof và sống sót nhờ một thoả thuận giữa Aid and Rescue Committee Budapest và Adolf Eichmann. Lưu trữ ngày 30 tháng 9 năm 2007 tại Wayback Machine. On ngày 2 tháng 12 năm 1944, the marshalling yard in "Straszhof" was the target of a Strategic bombing during World War II.
Ngày 23/8/2006, người vị thành niên bị bắt cóc Natascha Kampusch đã trốn thoát sau gần 8,5 năm bị giam cầm. Kẻ bị cho là thực hiện vụ bắt cóc này Wolfgang Priklopil đã tự sát cùng ngày.